# Mute Records
Mute Records es un sello discográfico formado en 1978 por Daniel Miller, en un principio para realizar su propio sencillo, T.V.O.D. / Warm Leatherette, bajo el alias The Normal. Es conocido por haber sido el sello de Depeche Mode y Erasure. Otros artistas de Mute Records han sido Goldfrapp, New Order, Moby, Nick Cave y Laibach.

## Historia
Mute Records comenzó a ser conocido por la firma de artistas post-punk como Fad Gadget (pseudónimo de Frank Tovey), Einstürzende Neubauten, Throbbing Gristle, y Cabaret Voltaire. 
En 1980 firmó con Depeche Mode. Por esos años, la música electrónica se situó en la cima de las listas del Reino Unido. Más adelante, seguiría vinculado con Vince Clarke en sus distintos proyectos Yazoo, Erasure y contrataría a artistas como Diamanda Galás y Nitzer Ebb. Estas bandas hacían uso de nuevas tecnologías que redefinirían el sonido de las pistas de baile entre finales de los años 1980 y principios de los 1990.
Luego de esta etapa, Mute cambió su estilo nuevamente, apoyando el rock alternativo con bandas como Sonic Youth en su subcompañía Blast First. El sello además lanzó en 1992 la subsidiaria Novamute Records, principalmente como un canal de distribución de música electrónica experimental.
El 10 de mayo de 2002, EMI adquiere Mute Records, extendiendo una exitosa relación que Mute tenía con EMI Virgin Records durante 15 años (aunque Warner Music Group quedaba controlando los derechos norteamericanos y mexicanos del catálogo de Mute). Daniel Miller, presidente ejecutivo, es el responsable de todas las actividades de la compañía.
En septiembre de 2010, Mute Records vuelve a ser una compañía independiente pero perdiendo en el camino a artistas como Depeche Mode y Goldfrapp.
Mute Records fue asimismo la primera casa discográfica británica en aparecer en internet, con su título Mute Liberation Technologies. Este comenzó como un boletín, luego con un espacio en Telnet y finalmente su propio sitio Web. Continuaron por algunos años hasta que fueron dados de baja, con excepción del sitio web.

### Premios Mercury
Los siguientes discos realizados por Mute Records han sido nominados para los premios Mercury:
- We Can Create It de Maps (2007)
- Coles Corner de Richard Hawley (2006)
- Felt Mountain de Goldfrapp (2001)
- Soul Murder de Barry Adamson (1992)